# Liste der Baudenkmale in Brüel
In der Liste der Baudenkmale in Brüel sind alle Baudenkmale der Stadt Brüel (Landkreis Ludwigslust-Parchim) und ihrer Ortsteile aufgelistet (Stand: Januar 2021).

## Brüel
| ID | Lage                            | Bezeichnung                                         | Beschreibung | Bild                                                |
| -- | ------------------------------- | --------------------------------------------------- | --- | --------------------------------------------------- |
|    | August-Bebel-Straße 1 (Karte)   | Rathaus                                             | 2-geschossiger, 10-achsiger gelbsteinverklinkerter Bau von 1878 mit 3-gesch. Mittelrisalit. | Rathaus                                             |
|    | August-Bebel-Straße 3 (Karte)   | Wohnhaus                                            | |                                                     |
|    | August-Bebel-Straße 5 (Karte)   | Wohnhaus                                            | |                                                     |
|    | August-Bebel-Straße 7 (Karte)   | Wohnhaus                                            | |                                                     |
|    | August-Bebel-Straße 26 (Karte)  | Wohnhaus                                            | |                                                     |
|    | Bahnhofstraße 23 (Karte)        | Bahnhof                                             | | Bahnhof                                             |
|    | Bahnhofstraße 2 (Karte)         | Post                                                | |                                                     |
|    | Bahnhofstraße 4 (Karte)         | Villa                                               | |                                                     |
|    | Bahnhofstraße 6 (Karte)         | Wohnhaus                                            | |                                                     |
|    | Bahnhofstraße 8 (Karte)         | Wohnhaus                                            | |                                                     |
|    | Bahnhofstraße 10 (Karte)        | Villa                                               | |                                                     |
|    | Bahnhofstraße 12 (Karte)        | Villa                                               | |                                                     |
|    | Bahnhofstraße 14 (Karte)        | Villa                                               | |                                                     |
|    | Bahnhofstraße 21 (Karte)        | Villa                                               | |                                                     |
|    | Ernst-Thälmann-Str. 1 (Karte)   | Pfarrhaus m. Remise, Stall und Hofmauer             | |                                                     |
|    | Ernst-Thälmann-Str. 3 (Karte)   | Wohnhaus                                            | |                                                     |
|    | Ernst-Thälmann-Str. 15 (Karte)  | Wohnhaus                                            | |                                                     |
|    | Ernst-Thälmann-Str. 19 (Karte)  | Essigfabrik, ehem.                                  | |                                                     |
|    | Ernst-Thälmann-Str. 29 (Karte)  | Kornmühle                                           | | Kornmühle                                           |
|    | Friedrich-Engels-Str. 1 (Karte) | Villa                                               | |                                                     |
|    | Friedrich-Engels-Str. 6 (Karte) | Friedrich Garfs Stift                               | |                                                     |
|    | (Karte)                         | Kirche mit Feldsteinmauer                           | Frühgotische, kreuzrippengewölbte einschiffige, turmlose Stadtkirche aus Backstein vom 13. Jahrhundert; zweijochiges Langhaus; eingez. quadr. Chor, dazwischen Triumphbogen; Innen: spätgotische Gewölbemalerei, Kanzel von 1624, barockes Epitaph 1685, Altaraufsatz 1753, Wandbild von Heinrich von Plessen († 1511), Winzer - Orgel von 1843. | Kirche mit Feldsteinmauer                           |
|    | Schulstraße                     | Trafohaus                                           | |                                                     |
|    | Schulstraße 11 (Karte)          | Wohnhaus                                            | |                                                     |
|    | Schulstraße 13 (Karte)          | Wohnhaus                                            | |                                                     |
|    | Schulstraße 15 (Karte)          | Gymnasium                                           | |                                                     |
|    | Schulstraße 17 (Karte)          | Villa                                               | |                                                     |
|    | Schweriner Straße 19 (Karte)    | Wohn- und Geschäftshaus                             | |                                                     |
|    | Schweriner Straße 29 (Karte)    | Wohnhaus                                            | |                                                     |
|    | Schweriner Straße 61 (Karte)    | Wohnhaus und Tankstelle                             | |                                                     |
|    | Spiegelberg 1 (Karte)           | Wohnhaus                                            | |                                                     |
|    | Spiegelberg 3 (Karte)           | Wohnhaus                                            | |                                                     |
|    | Spiegelberg 6 (Karte)           | Wohn- und Geschäftshaus                             | |                                                     |
|    | Spiegelberg 40 (Karte)          | Wohnhaus                                            | |                                                     |
|    | Spiegelberg 42 (Karte)          | Schlauchturm der Feuerwehr                          | |                                                     |
|    | Sternberger Straße              | Friedhof                                            | |                                                     |
|    | Friedhof (Karte)                | Portal, Kapelle, Mausoleum Lübbe                    | |                                                     |
|    | Friedhof                        | Grabstelle Roese, Schuhmacher, Struck, Wigger       | |                                                     |
|    | Friedhof                        | Grabgitter Schoknecht                               | |                                                     |
|    | Friedhof                        | Grabmäler Ahrens, Fromm, Gröger, Harms, Lau         | |                                                     |
|    | Friedhof                        | Grabplatten Kleiminger und Hauswedell               | |                                                     |
|    | Sternberger Straße 21 (Karte)   | Wohn- und Geschäftshaus                             | |                                                     |
|    | Sternberger Straße 77 (Karte)   | Wohnhaus (Geburtshaus von Garfs)                    | |                                                     |
|    | Sternberger Straße 81 (Karte)   | Villa                                               | |                                                     |
|    | Vogelstangenberg (Karte)        | Stadtpark mit Kriegerdenkmälern 1870/71 und 1914/18 | | Stadtpark mit Kriegerdenkmälern 1870/71 und 1914/18 |
|    | Vogelstangenberg                | Gedenkstein „Club der Harmlosen“ und Kapellenpodest | |                                                     |
|    | Wariner Straße 3 (Karte)        | Geschäftshaus                                       | |                                                     |
|    | Wariner Straße 11 (Karte)       | Wohnhaus                                            | |                                                     |
|    | Wariner Straße 38 (Karte)       | Bauernhof mit Wohnhaus, Stall und Scheune           | |                                                     |
|    | Weg zum Roten See               | Jüdischer Friedhof                                  | | Jüdischer Friedhof                                  |

## Alt Necheln
| ID | Lage                  | Bezeichnung                                                                  | Beschreibung | Bild |
| -- | --------------------- | ---------------------------------------------------------------------------- | --- | ---- |
|    | An der Warnow (Karte) | Gutshaus (Nr. 6) und Park, Wohn- und Wirtschaftsgebäude (Nr. 7), Pferdestall | 2-gesch. Putzbau von um 1912 mit zweiteilig gegliedertem Walmdach nach Plänen der ersten Architektin Deutschlands Emilie Winkelmann für die Familie Booth; Zwerchgiebel mit Fachwerk-Obergeschossen und 3-gesch. Türmchen; heute: Ferienwohnhaus. |      |

## Golchen
| ID | Lage                 | Bezeichnung       | Beschreibung | Bild           |
| -- | -------------------- | ----------------- | --- | -------------- |
|    | Am Heidensee (Karte) | Gutshaus mit Park | Vielgliedriger, romantischer, 2-gesch. Putzbau von 1857 nach Umbau eines älteren Gebäudes, mit Sockel- und Mezzaningeschoss, mehreren Türmen, Erkern, Staffelgiebel und Risaliten; in den 1990er Jahren saniert ggfls. als Pflegeeinrichtung mit Ausbildungsakademie; Gutsbesitz ab 1219 von Kloster Sonnenkamp, dann der Familien ab 1783 von Kohlhans und ab 1913 von Stralendorff. Das Herrenhaus liegt auf einer ehemaligen slawischen Ringwallanlage | Weitere Bilder |
|    | Dorfstraße 21a       | Wohnhaus          | |                |
|    | Dorfstraße 22        | Wohnhaus          | |                |

## Keez
| ID | Lage                       | Bezeichnung | Beschreibung | Bild        |
| -- | -------------------------- | ----------- | ------------ | ----------- |
|    | B 104 (an der Ortszufahrt) | Meilenstein | B 104        | Meilenstein |

## Keezer Schmiede
| ID | Lage          | Bezeichnung | Beschreibung | Bild        |
| -- | ------------- | ----------- | ------------ | ----------- |
|    | B 104 (Karte) | Meilenstein |              | Meilenstein |

## Kronskamp
| ID | Lage                     | Bezeichnung                                                                                  | Beschreibung                            | Bild                                                   |
| -- | ------------------------ | -------------------------------------------------------------------------------------------- | --------------------------------------- | ------------------------------------------------------ |
|    |                          | kleiner Friedhof mit Christusskulptur von Hugo Berwald                                       | Die Christusfigur ist von Hugo Berwald. | kleiner Friedhof mit Christusskulptur von Hugo Berwald |
|    |                          | Garfs Villa mit Nebengebäude und Park                                                        |                                         |                                                        |
|    | Müritz-Elde-Wasserstraße | Lewitz-Schleuse mit Schleusenwärterhaus, Schleusenkammer, Schleusentoren und Wasserkraftwerk |                                         |                                                        |
|    |                          | Kriegerdenkmal 1914/18 und 1939/45                                                           |                                         |                                                        |

## Neu Necheln
| ID | Lage               | Bezeichnung                                         | Beschreibung | Bild |
| -- | ------------------ | --------------------------------------------------- | ------------ | ---- |
|    | Dorfstraße (Karte) | Gutsanlage mit Gutshaus, Stall (Winkelbau), Scheune |              |      |

## Thurow
| ID | Lage                 | Bezeichnung | Beschreibung | Bild |
| -- | -------------------- | ----------- | --- | ---- |
|    | Am Gutshof 1 (Karte) | Gutshaus    | zweigeschossiger Putzbau aus dem 19. Jahrhundert mit Mezzaningeschoss und Walmdach; Gutsbesitz der Familien Bassewitz (ab 1444), von Sperling (im 16. Jahrhundert), von Wopersnow, wieder von Sperling (18. Jahrhundert) und Lübbe Seit 2014 in Besitz von Leonard und Marcel Engel |      |